# Marie Laurent

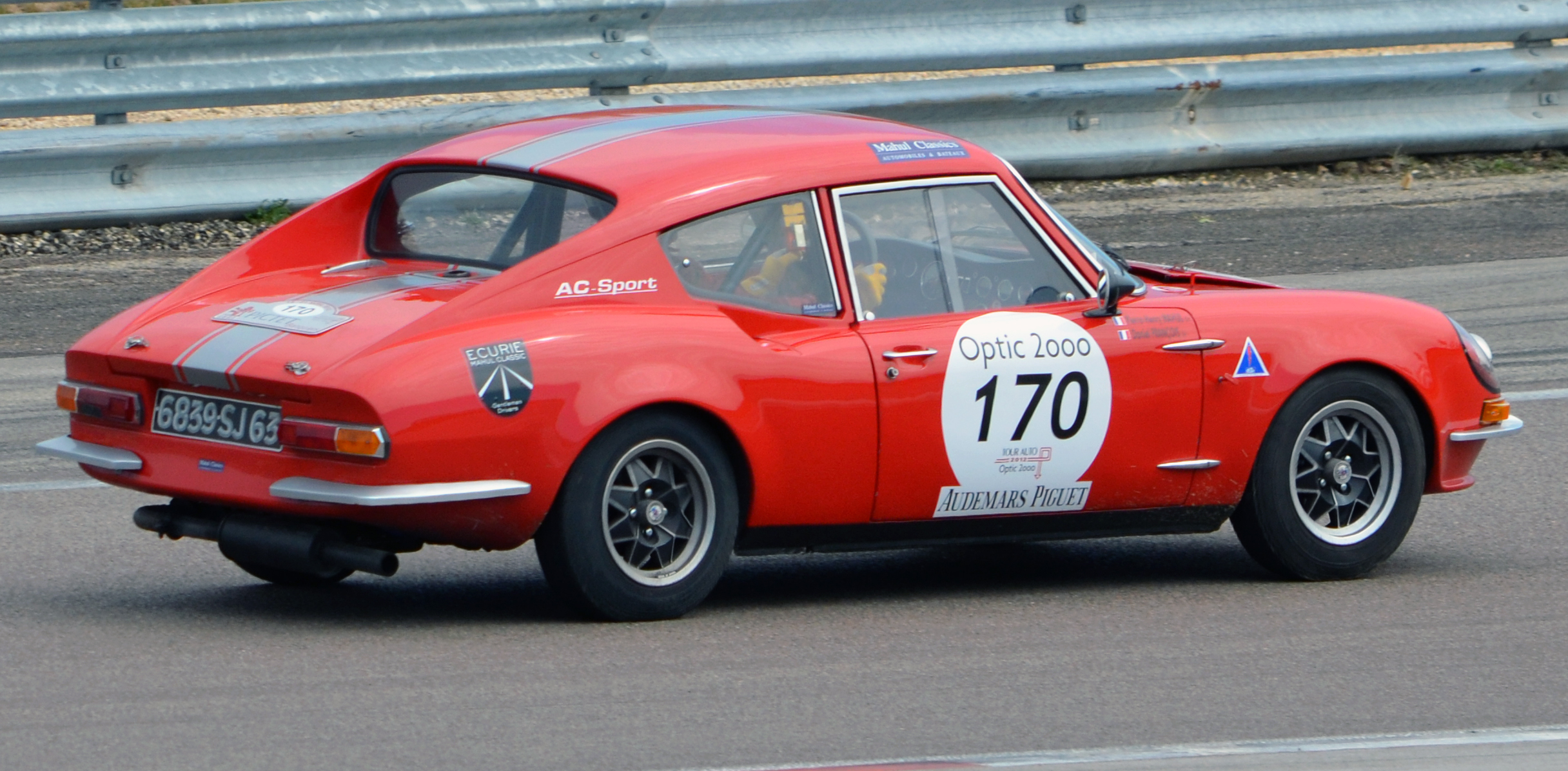
Mit einem Simca CG gewann Marie Laurent 1971 die Gesamtwertung der Simca Challenge

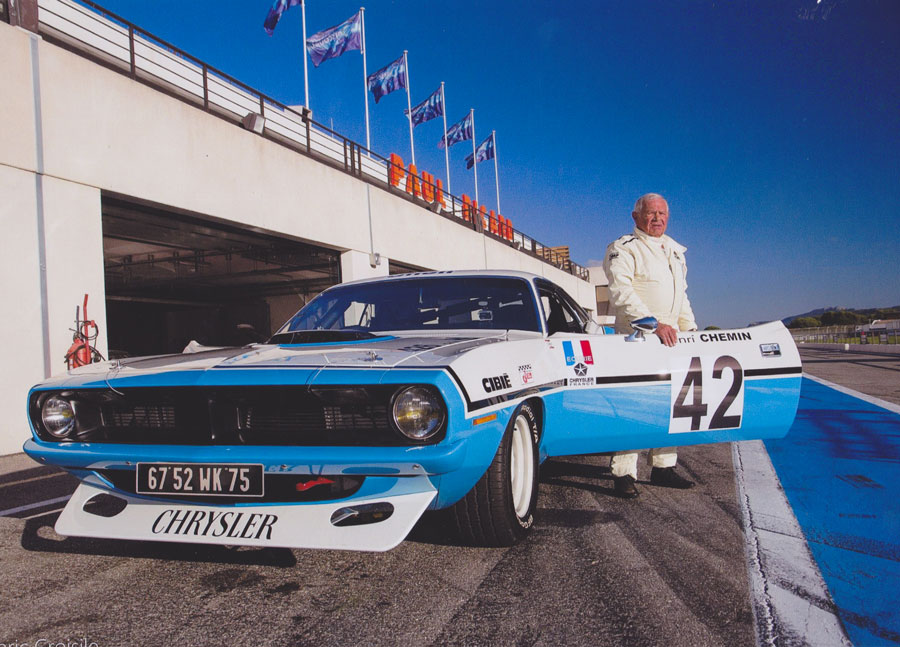
Chrysler Hemicuda

Marie Evelyne Edith Laurent (* 17. November 1944 in Tunis; † 28. März 2015 in Fontenay-lès-Briis) war eine französische Autorennfahrerin.

## Karriere im Motorsport
Erste Erfahrungen im Motorsport sammelte Marie Laurent bei Bergrennen. 1970 wechselte sie auf die Rundstrecke und sicherte sich 1971 die Gesamtwertung der Simca Challenge. Gefahren wurde in der Serie mit GT-Fahrzeugen der Marken Simca und Chrysler, dem Simca CG und dem Chrysler Hemicuda. 
Der schwere Hemicuda mit seinem 7-Liter-V8-Motor wurde in den nächsten Jahren zum bevorzugten Rennwagen Laurents in der französischen GT-Meisterschaft. Obwohl die zierliche Französin den schweren Wagen professionell bewegen konnte, war sie in der Meisterschaft gegen die 2-Liter-Sportwagen meist chancenlos. So konnte sie 1972 nur ein Rennen gewinnen, den Wertungslauf in Montlhéry. Bei einem weiteren Rennen wurde sie hinter Franco Alesi zweite. Der Amateur-Rennfahrer, der einen Chevrolet Camaro fuhr, war der Vater von Jean Alesi. 1974 war die einige Jahre alte Technik des Hemicuda in der französischen GT-Meisterschaft nicht mehr ganz zeitgemäß. Rennmodelle von Alfa Romeo und der Opel Commodore GS dominierten jetzt die Szene. Ihre beste Saisonplatzierung war ein zweiter Rang in Montlhéry, wo sie sich einen harten Kampf mit Marie-Claude Charmasson und Henri Greder in deren Commodores lieferte. Die Meisterschaft beendete sie als Gesamtzehnte.
1974 bestritt sie zwei in ihrer Karriere wichtige Rennen. Bei einem gehörte sie zur Aseptogyl-Rennmannschaft von Bob Neyret. Der ehemalige Rallye- und Rundstreckenrennfahrer Neyret setzte zu dieser Zeit immer wieder ausschließlich von Frauen besetzte Teams ein. Gemeinsam mit Marianne Hoepfner pilotierte sie bei der Tour de France für Automobile 1974 einen Alpine A310 an die 13. Stelle der Gesamtwertung. Beim 24-Stunden-Rennen von Le Mans dieses Jahres war sie erneut in einem Damenteam engagiert. Diesmal waren die beiden Belgierinnen Christine Beckers und Yvette Fontaine ihre Partnerinnen. Die drei Damen erreichten auf einem Chevron B23 die 17. Stelle in der Gesamtwertung und den Sieg in der Klasse für Sportwagen bis 2-Liter-Hubraum.
Marie Laurent, die bis 1979 weiterhin sporadisch Rennen fuhr, war mit dem Rennfahrer Jean-Pierre Gabreau verheiratet, hatte eine Tochter und starb 2015 nach langer Krankheit.

## Statistik

### Le-Mans-Ergebnisse
| Jahr | Team         | Fahrzeug    | Teamkollege       | Teamkollege     | Platzierung             | Ausfallgrund |
| ---- | ------------ | ----------- | ----------------- | --------------- | ----------------------- | ------------ |
| 1974 | Ecurie Seiko | Chevron B23 | Christine Beckers | Yvette Fontaine | Rang 17 und Klassensieg |              |